# Bogdányi utca
A Bogdányi utca (helyi nevén Szentendre főutcája) egy körülbelül 2 kilométer hosszú utca Szentendre belvárosában.
A szocializmus ideje alatt a „Vörös hadsereg útja” nevet viselte.

## Útvonala
Az utca Szentendre középpontjában, a Fő térnél indul, majd számos XVIII. századi ház között megy tovább a belváros északi részében, a Szamárhegy lábánál. Az utcában számos ismert ház van. Végül a Szőlősgazdák keresztjénél találkozik a Dézsma utcával és Ady Endre út néven folytatódik tovább egészen a város északi végéig.

## Látnivalók
- Preobrazsenszka templom
- Denijs Dille emléktáblája
- Bárczy János emléktáblája

## Fényképek

A Bogdányi utca
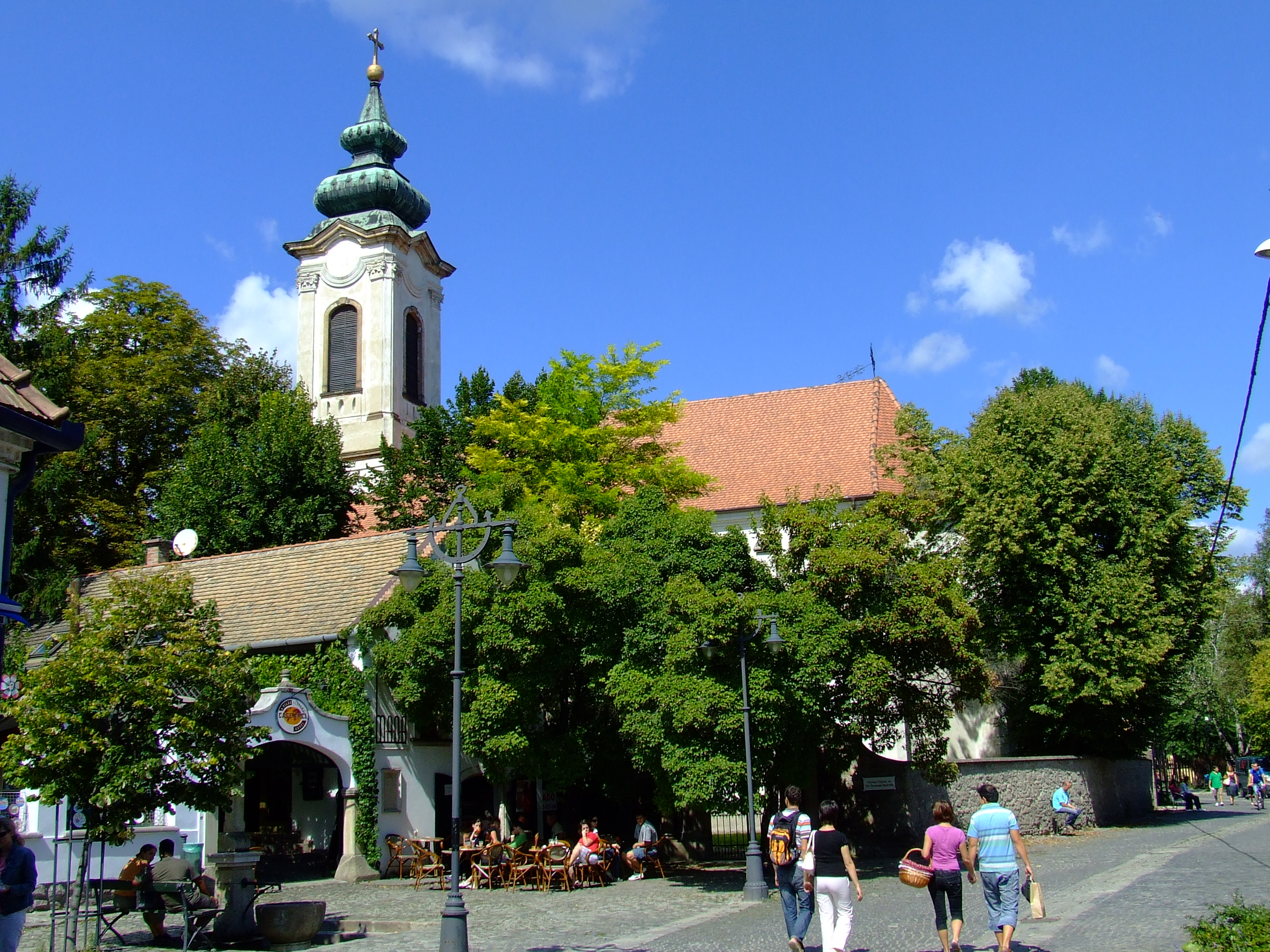
Preobrazsenszka szerb ortodox templom
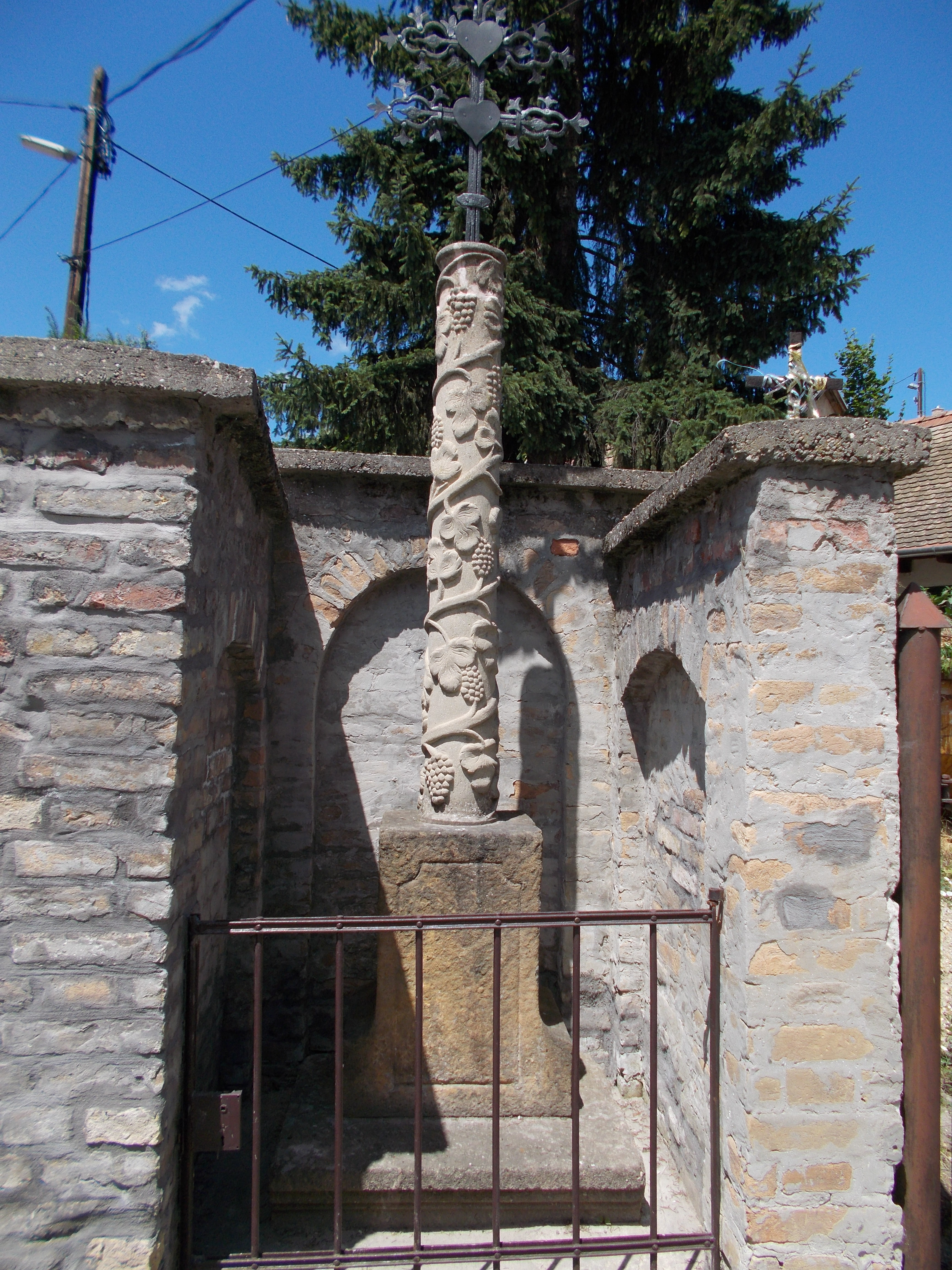
A Szőlősgazdák keresztje
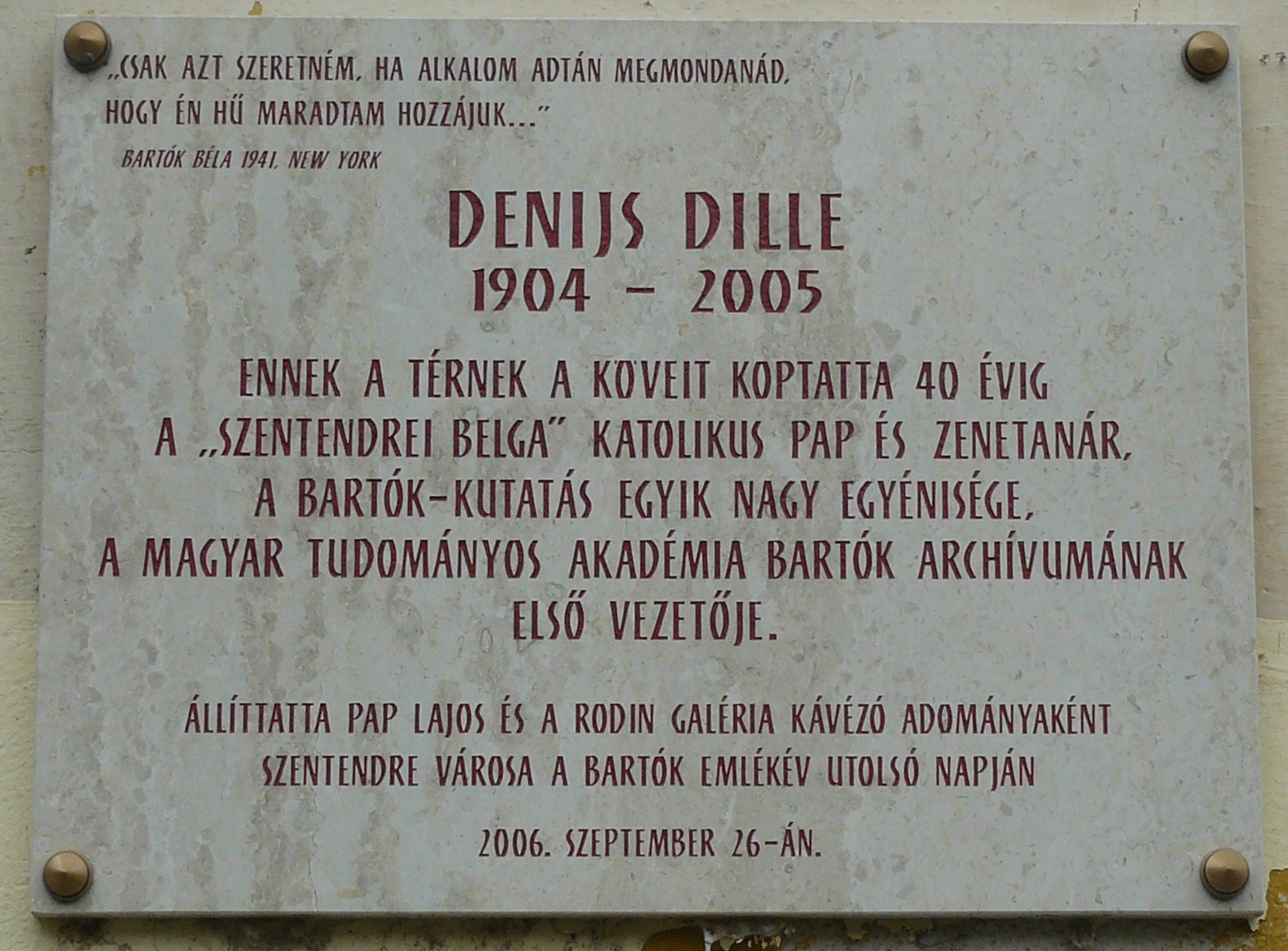
Denijs Dille emléktáblája
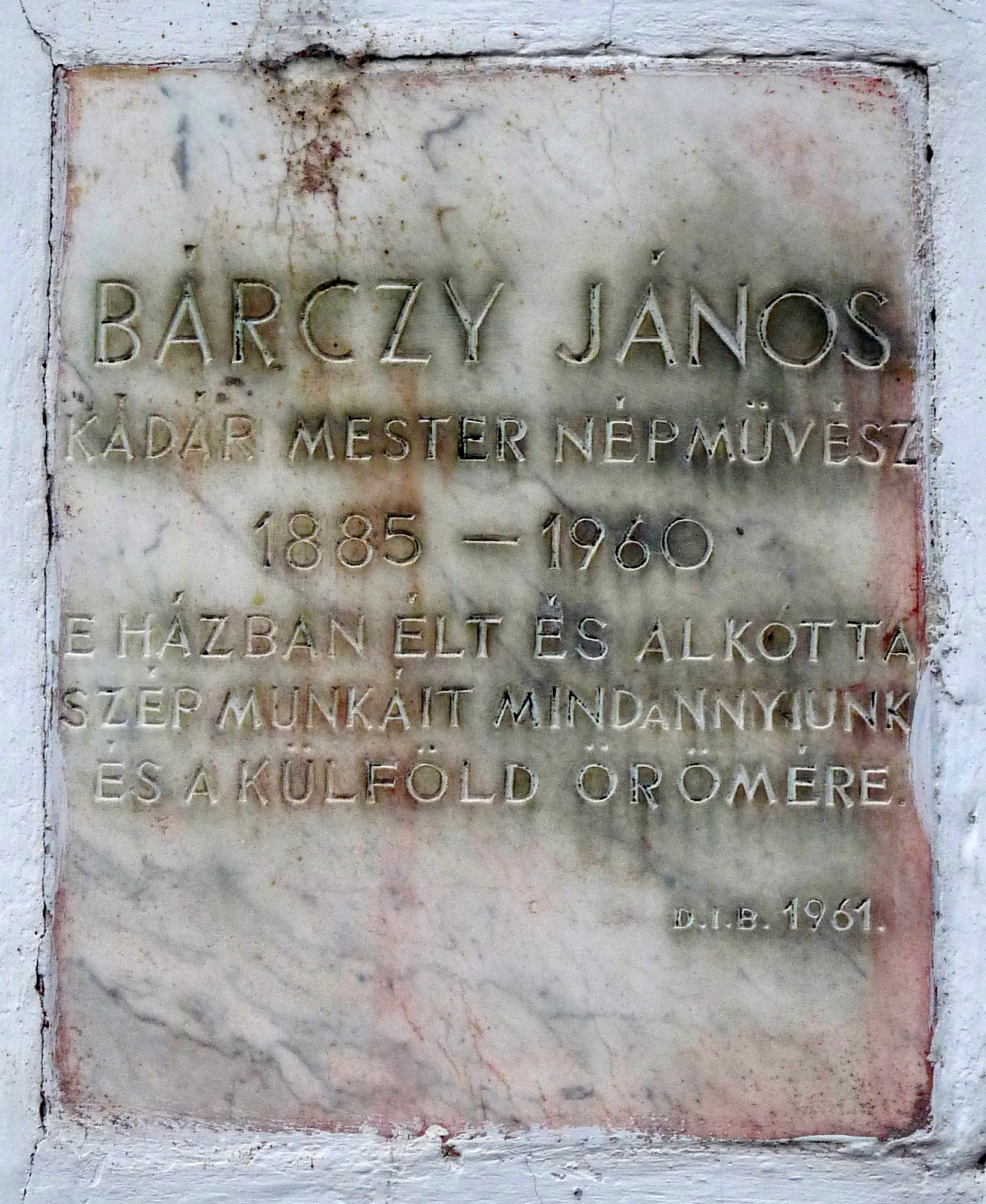
Bárczy János emléktáblája